# Platygaster zantanus
Platygaster zantanus är en stekelart som beskrevs av Ushakumari 2004. Platygaster zantanus ingår i släktet Platygaster och familjen gallmyggesteklar. Inga underarter finns listade i Catalogue of Life.